# Wilhelm Ehm
Wilhelm Ehm (Póla, 1918. augusztus 30. – Rostock, 2009. augusztus 9.) honosított német politikus. Az Osztrák–Magyar Monarchia területén született, Csehszlovákia 1939-es megszállásakor sorozta be a német hadsereg. A második világháborúban admirálisként szolgált. Volt a Volksmarine (Népi tengerészet) főnöke és az NDK helyettes honvédelmi minisztere is, illetve irányította a kommunista ország haditengerészetét.